# Bürgerspital (Krumbach)

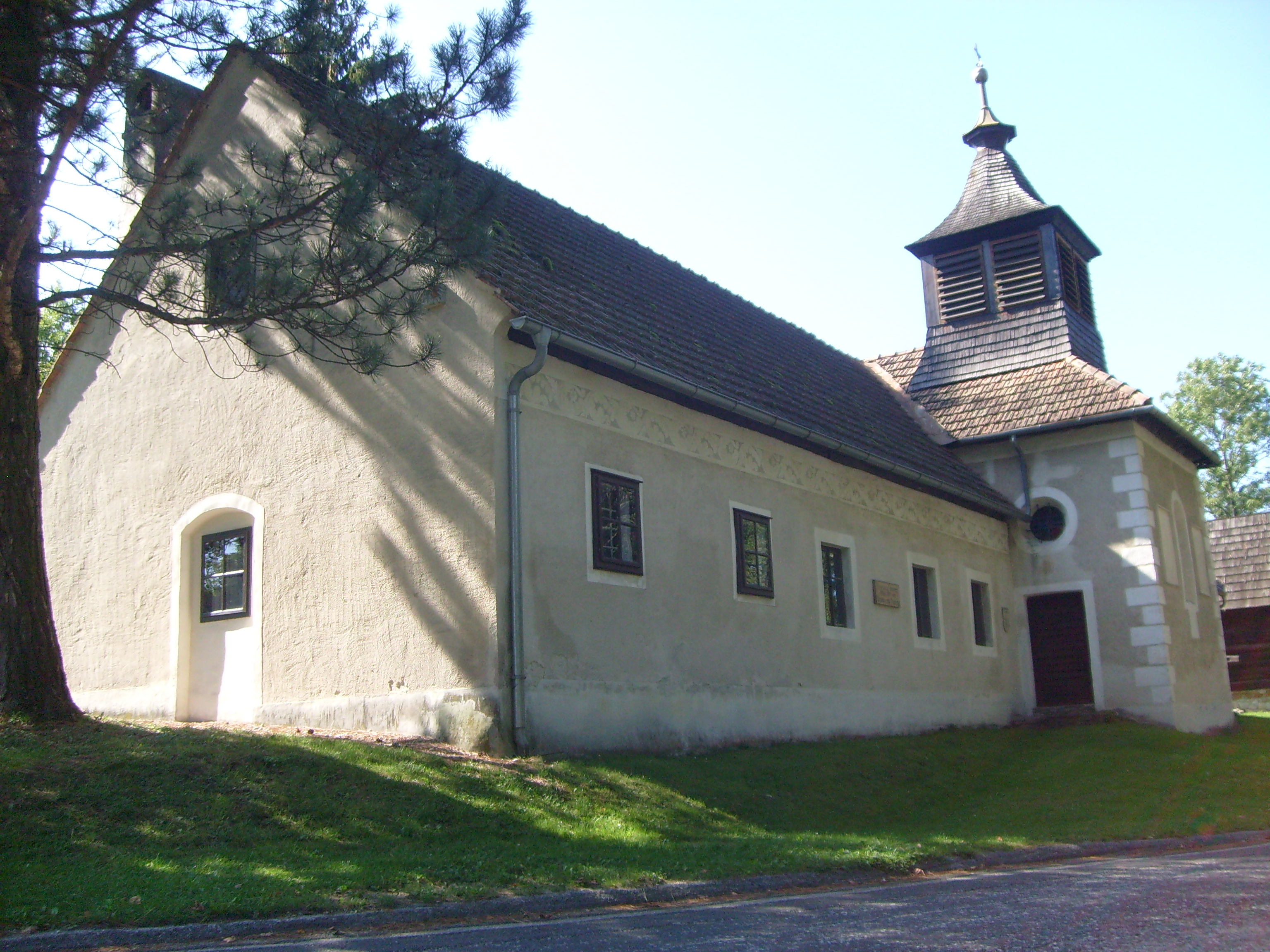
Bürgerspital Krumbach

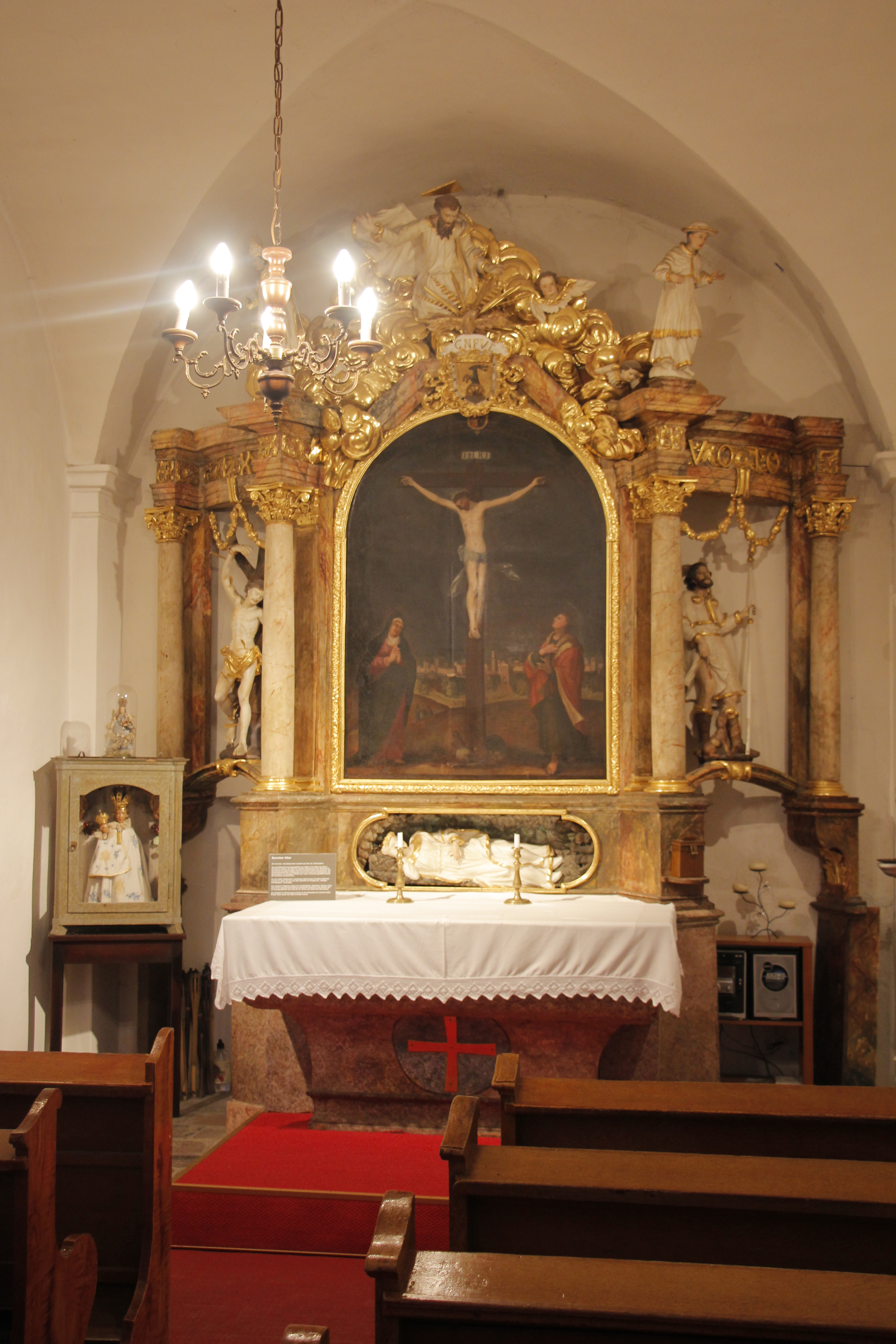
Pestaltar

Das Bürgerspital  ist ein historisches Kirchengebäude in der Gemeinde Krumbach im niederösterreichischen Bezirk Wiener Neustadt-Land. 

## Geschichte
Die Gründung des Krumbacher Bürgerspitals erfolgte 1571 durch den auf Schloss Krumbach residierenden Erasmus von Puchheim (1518–1571) zur Altersversorgung von Herrschaftsbediensteten, bis 1910 war es als Altersheim in Verwendung. Das als Heimatmuseum eingerichtete Gebäude ist heute in das 2020 eröffnete Museumsdorf Krumbach einbezogen.

## Architektur
Dem eingeschoßigen, mit Sgraffitodekor unter der Traufe und als Fenstereinfassung geschmückten Spitalstrakt des späten 16. Jahrhunderts ist rechtwinklig die nach Norden vorspringende Kapelle, eine zweijochig kreuzgratgewölbte Saalkirche mit aufgesetztem Dachreiter, zugeordnet. Ihr barocker Hochaltar des frühen 18. Jahrhunderts mit Statuen der Pestheiligen Sebastian und Rochus enthält ein um 1650 entstandenes Altarblatt der Kreuzigung. Die Predella zeigt die Liegefigur der hl. Rosalia, die bekrönende Skulptur Gottvaters wird von den Heiligen Karl Borromäus und Ulrich von Augsburg begleitet.